# Болгарский экзархат

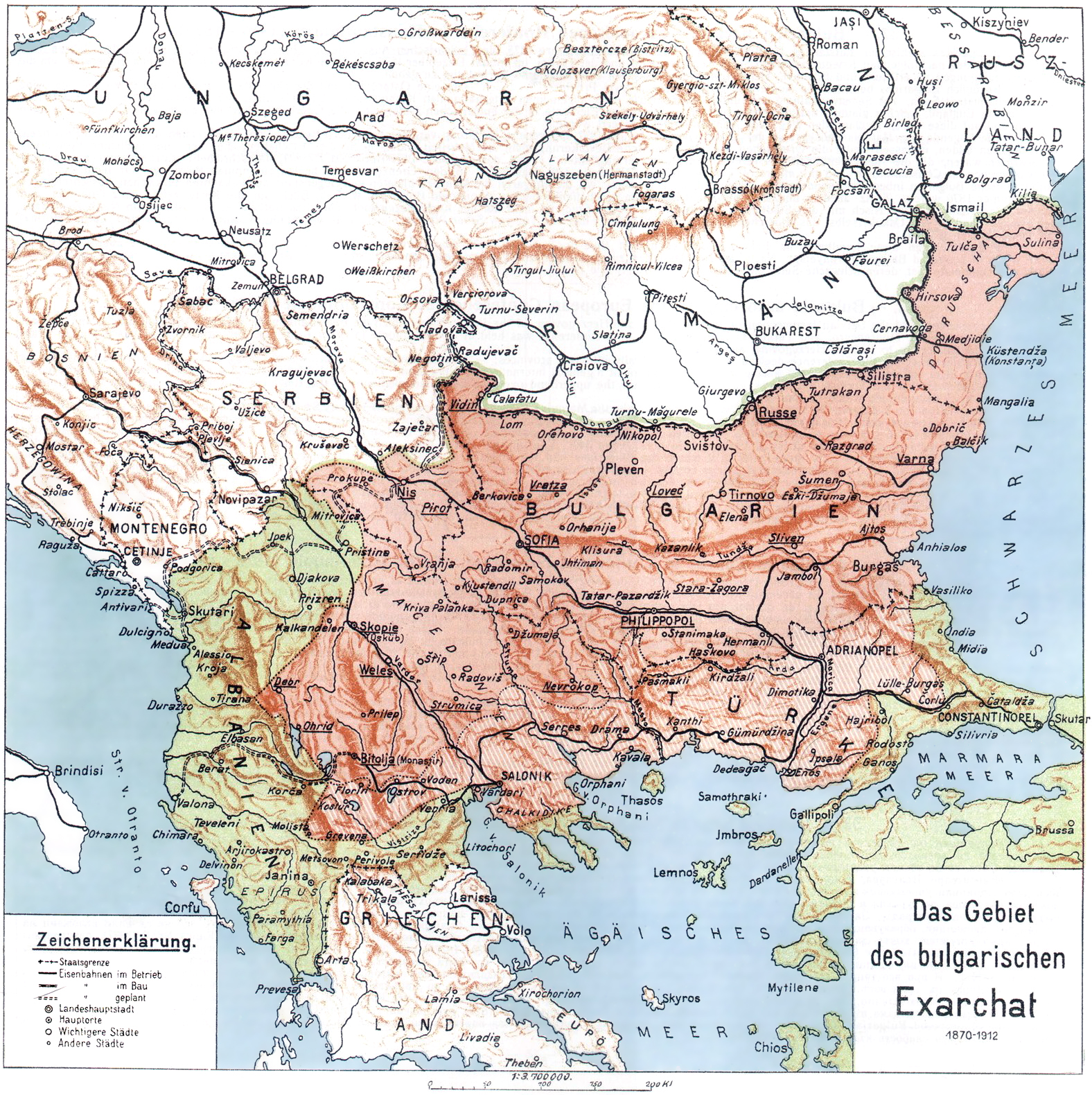
Карта Болгарского экзархата (1870—1913). Епархии, обозначенные с белыми штрихами, не имели болгарских епископов. Турецкое правительство единственно дозволяло болгарскому духовенству в тех областях представлять местных болгар перед властями и заботиться о болгарских школах

Болга́рский экзарха́т или Болга́рская экзархи́я (болг. Българска екзархия, тур. Bulgar Eksarhlığı) — название Болгарской православной церкви в период между изданием фирмана от 28 февраля (12 марта) 1870 года до провозглашения Болгарской церкви патриархатом 10 мая 1953 года. С 1872 года до февраля 1945 года экзархат находился в схизме.

## История

### Предыстория
После завоевания турками Болгарии, болгары, как и все православные Османской империи, входили в греческий («римский») миллет (осман. millet-i Rûm‎), главой (миллет-баши) которого был греческий Константинопольский Патриарх. 16 января 1767 года Патриарх Самуил I, по письменной просьбе Охридского архиепископа Арсения II, упразднил автокефальную Охридскую архиепископию, которая была подчинена Патриархии на правах Преспанской митрополии. Та же судьба постигла годом ранее и сербскую Печскую патриархию.
С 1820-х годов в епархиях, населённых преимущественно болгарами, на фоне национального движения шло церковно-общественное движение за более широкое использование церковнославянского языка в богослужении (вместо греческого), за право избрания народом лиц болгарского происхождения на епископские кафедры (епископат был греческий) и перевод архиереев на оклады (вместо податей и сборов). Такие устремления не могли не вступать в противоречие с панэллинизмом фанариотов, которые в значительной мере контролировали Патриархию и мечтали об эволюционной реставрации Византии на месте Османской империи.
По мнению непосредственного участника событий Тодора Бурмова (впоследствии первый премьер-министр Болгарского княжества), «только после обнародования султаном Абдул-Меджидом в 1839 году известного гюльханийского гатти-шерифа, до некоторой степени ослабившего практиковавшийся прежде на всех ступенях турецкой правительственной администрации безграничный произвол и поставившего задачею хотя бы некоторое охранение и обеспечение личных и имущественных прав всех, без различия религии и племени, — и болгары осмелились заявить свой голос против ничем неограниченной зависимости их от греческого духовенства, подготовлявшего поглощение Болгарии панэллинизмом».
Патриарх Константинопольский Кирилл VII (1855—1860) пошёл на определённые уступки болгарам: в 1858 году был хиротонисан во епископа народный деятель Иларион (Стоянов), возглавивший болгарскую общину Константинополя с титулом епископа Макариопольского. В письме от 8 ноября 1858 года настоятель русской посольской церкви в Константинополе архимандрит Петр (Троицкий) писал обер-прокурору Синода Александру Толстому: «Вся Болгария, за исключением некоторых, пяти или не более семи из 50-ти епархий, в Македонии, читает и слушает слово Божие и не украдкой на церковнославянском <…> По всей Болгарии, за исключением городов и, по местам, самых близких сёл подгородных, священники избирались и избираются из среды самого народа, и притом самим же народом, то есть его эфорами. Местный архиерей только утверждает выбор одного из двух обыкновенно ему представляемых кандидатов на священство.»

### Начало «греко-болгарской схизмы»

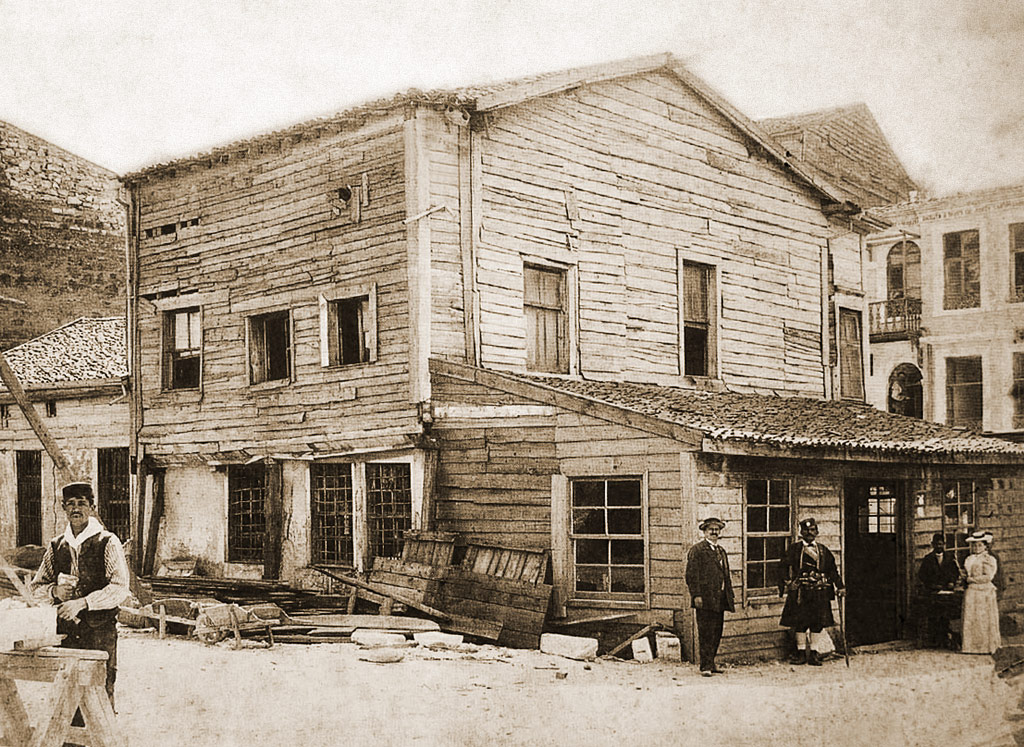
Первый болгарский храм Святого Стефана в Константинополе

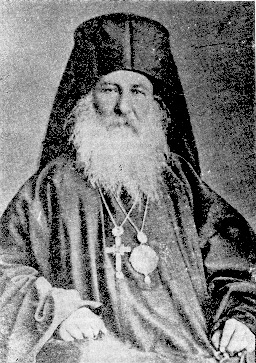
Епископ Макариопольский Иларион (Михайловский) (1812—1875)

3 апреля 1860 года в воскресенье епископ Макариопольский Иларион (Михайловский), состоявший с 1858 года при церкви болгарского народного подворья в Константинополе, совершал в этой церкви торжественное богослужение; когда он по обычаю начал поминать имя Константинопольского Патриарха, то присутствовавший в церкви народ по предварительному уговору потребовал, чтобы оставлено было возношение имени патриаршего. Вскоре епископ Иларион начал совершать богослужение, не испрашивая на то предварительного разрешения Константинопольского Патриарха, что по церковным правилам запрещено, так как ни один епископ не должен священнодействовать в епархии другого епископа без его согласия и благословения. К епископу Илариону примкнули бывший митрополит Велеский Авксентий (Чешмеджийский), родом болгарин, и митрополит Филиппопольский Паисий (Зафиров), родом албанец.
Епископ Иларион был провозглашён «болгарским священноначальником», то есть главою болгарской церкви. Таким-то образом определился так называемый греко-болгарский церковный вопрос. Болгары видели в церковной независимости залог своего возрождения и начало своего освобождения от турецкого ига, однако греки не желали уступать, так как болгары не только служили для Константинопольской патриархии главным источником доходов, но и рассчитывали на то, что после того, как турецкому владычеству раньше или позже настанет конец, сможет осуществиться великая греческая идея. Считая болгар народом, неспособным к самостоятельной жизни, отрицая и исторические права их на национальную самобытность, греки видели в болгарах как материал для своей будущей Византийской империи. Независимая болгарская иерархия нанесла бы сильнейший удар по этой идее. турки опасались, как бы вопрос, касающийся церковного управления, не породил нового политического тела, с которым Турции придется считаться впоследствии. Порта боялась самого имени Болгарии и не желала давать этой области политических границ, дабы созданием независимой Болгарской церкви с ясно очерченными пределами не внушать болгарам мысли об автономии политической. Далее, она опасалась, что независимая болгарская иерархия станет опасным орудием в руках России. Этим объясняется покровительство, которое Порта вместе с Францией и Австро-Венгрией оказывала немногочисленной партии болгар, стоявших за унию с Папой.

### Фирман Абдул-Азиза
28 февраля (12 марта) 1870 года Мехмед Эмин Али-паша вручил болгарским выборным фирман об учреждении Болгарского экзархата.
Фирман образовывал особый болгарский округ под именем Болгарского экзархата, в состав которого вошли исчисленные в фирмане митрополии и епископии; кроме того, православные жители других епархий могли присоединиться к экзархату, если они этого желали единогласно или по крайней мере большинством двух третей. Управление экзархатом вручалось высшему по чину из болгарских митрополитов, которому присваивался титул Экзарха; при экзархе состоял Синод; фирман устранял всякое вмешательство Константинопольского патриарха в управлении духовными делами экзархата, особенно же в избрание епископов и самого Экзарха, по избрании коего патриарх должен давать требуемые канонами утвердительные грамоты. Экзарх, согласно фирману, должен поминать имя патриарха; святое миро Болгарская церковь должна получать от Патриарха.

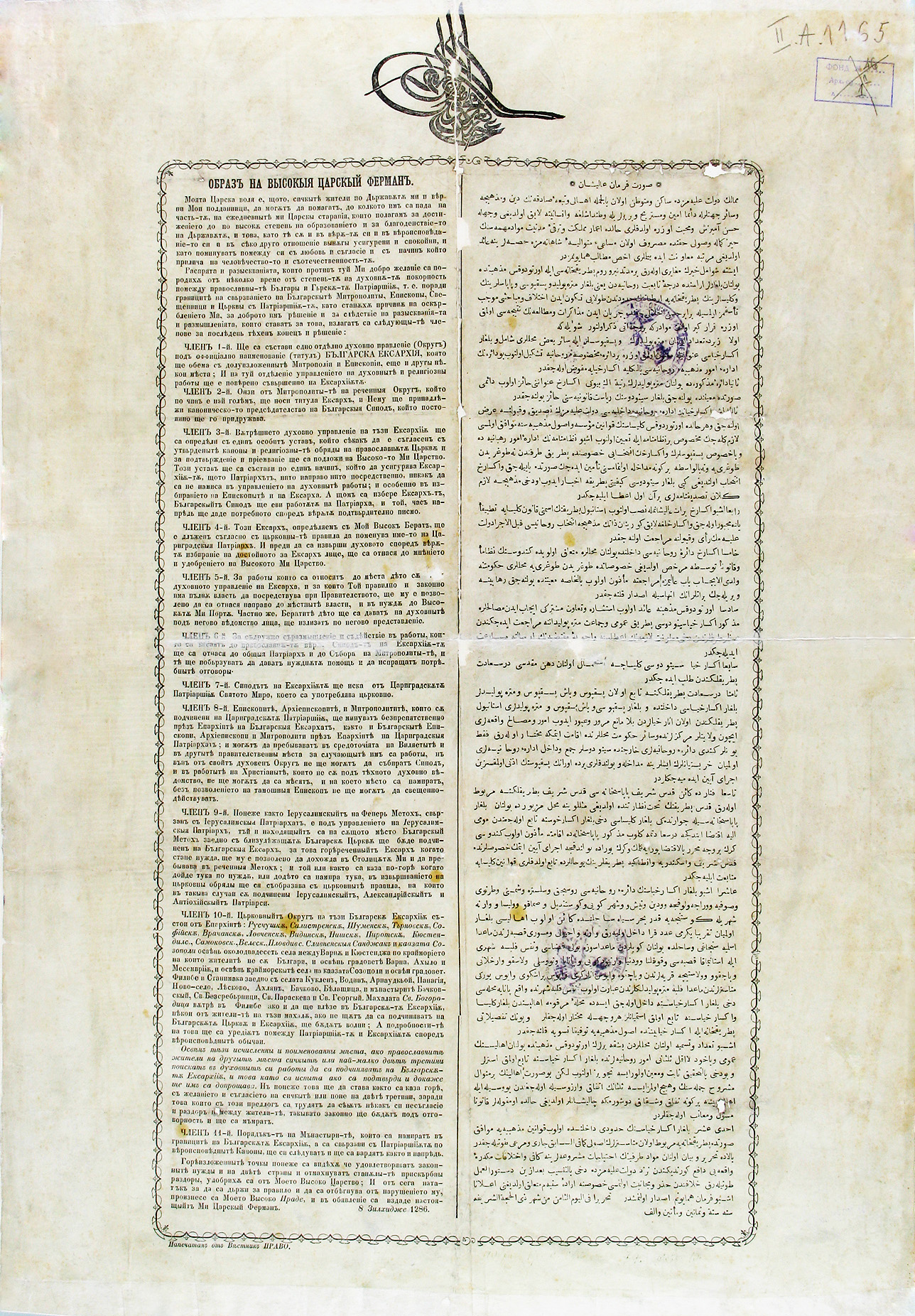
Фирман об учреждении Болгарского экзархата

Территории, которые должны были войти в состав Болгарского экзархата, оговаривались в десятом пункте фирмана:

Духовный округ в этой экзархии будет охватывать Русенскую, Силистренскую, Шуменскую, Тырновскую, Софийскую, Врачанскую, Ловчанскую, Видинскую, Нишскую, Пиротскую, Кюстендильскую, Самоковскую, Велешскую, Варненскую епархии (без города Варна и без двадцати близлежащих деревень, которые находятся между этим городом и Кюстенджой, жители который — не болгары), Сливенский санджак (без городов Анхиало и Месемврия), Созопольская каза (без приморских деревень), Пловдивская епархия (без главного города и без города Станимак, а также без сёл Куклен, Воден, Арнауткёй, Панагия, Ново Село, Лясково, Ахлан, Бачково, Белаштица, без монастырей: Бачковского, Святых Бессребреников, Святой Параскевы и Святого Георгия). Квартал Пресвятой Богородицы в городе Пловдив, должен войти также в Болгарский экзархат, но кто из её жителей не хочет подчиняться Болгарской Церкви и экзархии, могут добровольно покинуть её. Подробности по этому вопросу будут определяться по взаимной договоренности между Патриархией и Болгарской экзархией в соответствии с заведённым в их вероисповедании порядком.
Оригинальный текст (болг.)Чл. 10. Духовният окръг на тая екзархия ще обема Русенската, Силистренската, Шуменската, Търновската, Софийската, Врачанската, Ловчанската, Видинската, Нишката, Пиротската, Кюстендилската, Самоковската, Велешката, Варненската епархия (без града Варна и без двадесетте наблизо села, които се намират между този град и Кюстенджа, на които жителите не са българи), Сливенския санджак (без градовете Анхиало и Месемврия), Созополската каза (без крайморските села), Пловдивската епархия (без главния град и без град Станимака, както и без селата Куклен, Воден, Арнауткьой [Долни Арбанас], Панагия, Ново село, Лясково, Ахлан, Бачково, Белащица, без манастирите Бачковски, „Свети Безсребърници“, „Света Параскева“ и „Свети Георги“). Махалата Света Богородица в града Пловдив ще трябва да влезе също в Българската екзархия, но които от нейните жители не би щели да се подчиняват на Българската Църква и екзархия, ще бъдат волни да се отделят. Подробностите по този въпрос ще се определят по взаимно съгласие между Патриаршията и Българската екзархия според вероизповедния им ред.

Освен изброените по-горе и поименувани места ще се позволява да се подчиняват на Българската екзархия по духовните си дела и на всички ония места, жителите на които, всичките или поне двете им третини, би поискали това, стига да се докаже действителността на искането им, но понеже, както се рече, това ще става по желанието и съгласието на всичките жители, или поне на двете им третини, то, ако някой по този повод би се опитвал да произвежда някакъв раздор между жителите, той ще се привлича към отговорност и ще се наказва според законите.

Фирман также устанавливал, что помимо вышеперечисленных областей в Болгарский экзархат могут войти все другие места, жители которых количеством свыше 2/3 изъявят такое желание.
В основу фирмана 1870 года положены прежние проекты, принятые Константинопольским патриархом; но он разнится от них следующими положениями: бераты для епископов выдаются прямо Экзарху, помимо Патриарха, имя Патриарха поминается лишь Экзархом, а не всеми епископами, а самое главное, число епархий может увеличиваться подачею голосов населения.
Болгарские епископы приступили к выработке устава Болгарской церкви. С 23 февраля по 24 июля 1871 года в Константинополе (в Месахора) проходил первый Церковно-Народный Собор под председательством митрополита Ловчанского Илариона (Иванов). В Соборе приняли участие 50 человек: 15 членов Временного смешанного совета и 35 представителей епархий; это были деятели движения за независимую Болгарскую Церковь, влиятельные жители Константинополя и епархиальных центров, учителя, священники, представители органов местного самоуправления. Церковно-Народный Собор утвердил синодальное устройство церкви, причём Экзарху были предоставлены весьма ограниченные права председателя Синода, составленного первоначально из 5 архиереев. Вслед за тем болгары обратились к Порте с просьбой об утверждении выработанного проекта, хотя в это же время, по настояниям российского посольства, велись переговоры с Патриархией о примирении.

### Избрание экзарха и провозглашение независимости
Порта, убедившись, что эти переговоры не приведут к цели, 11 февраля 1872 года обнародовала тескере (повеление), объявляющую болгарам, что они могут приступить к избранию экзарха.
На следующий день Временный смешанный совет избрал экзархом старейшего по возрасту архиерея — митрополита Ловчанского Илариона (Иванова), который через 4 дня под нажимом Порты подал в отставку, ссылаясь на преклонный возраст.
16 февраля в результате повторных выборов Экзархом избран был митрополит Видинский Анфим (Чалыков), и 2 апреля 1872 года он получил свой берат.

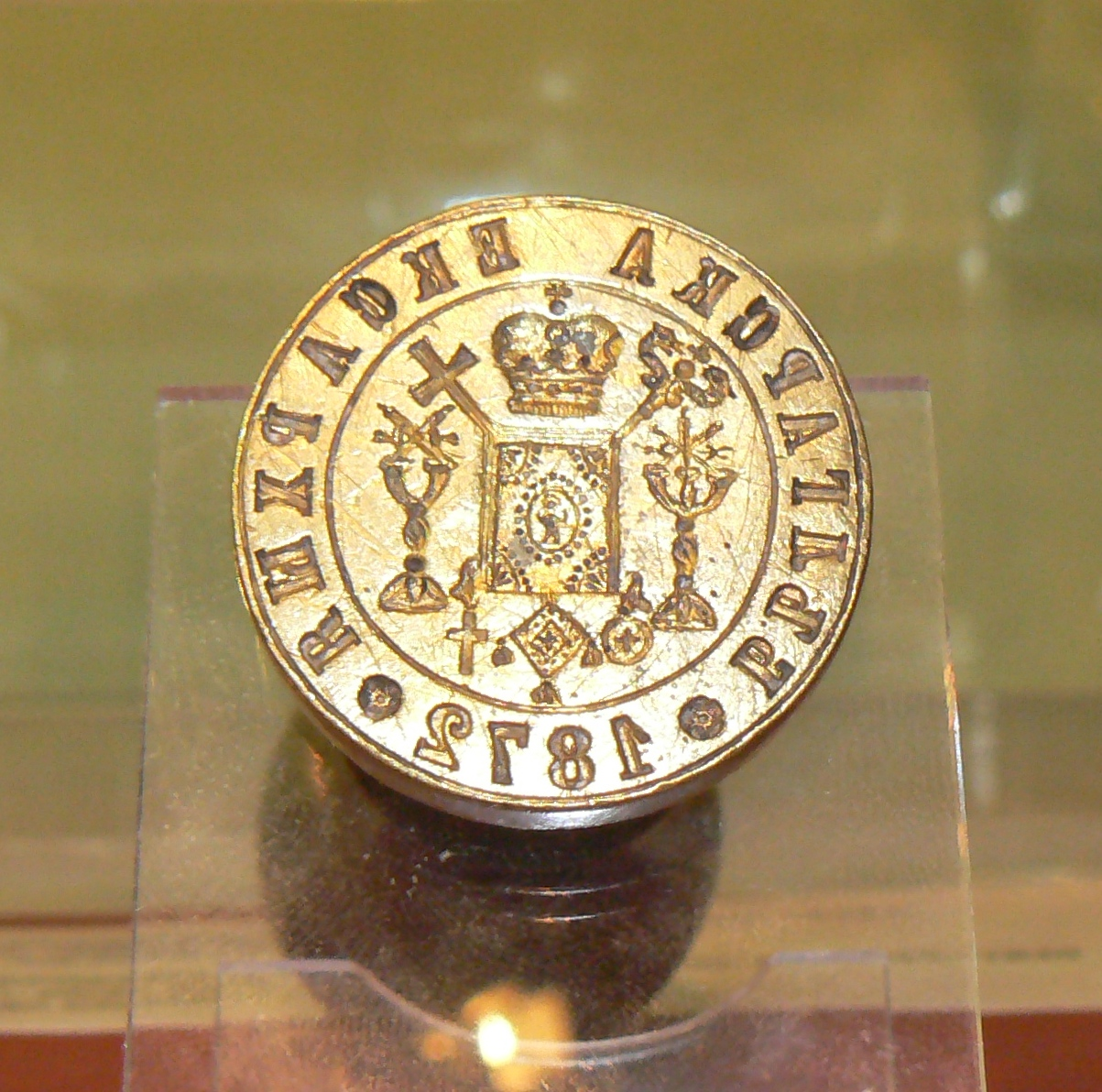
Печать Болгарской экзархии, 1872 год. Национальный исторический музей Болгарии

После неудачных попыток получить утвердительную грамоту от Константинопольского патриарха, Экзарх Анфим провозгласил 11 (23) мая, в день памяти первоучителей словенских Кирилла и Мефодия, независимость Болгарской православной церкви, о чём заранее составлен был акт, подписанный собором семи болгарских епископов.
13-15 мая 1872 году на заседании Синода патриархии экзарх Анфим был лишён сана и низложен, митрополиты Пловдивский Панарет и Ловчанский Иларион отлучены от Церкви, а епископ Макариопольский Иларион объявил повинным геенне огненной и вечной анафеме; церковным наказаниям были подвергнуты все иерархи, клирики и миряне Экзархата.
Константинопольский патриарх Анфим VI созвал поместный собор, который, несмотря на оппозицию патриарха Иерусалимского Кирилла II, удалившегося с собора и низложенного за то своим синодом с престола, 16 сентября 1872 года торжественно объявил болгар схизматиками (раскольниками). Постановление этого собора, подписанное 32 патриархами, архиепископами, митрополитами и проч., называет болгар «народоплеменниками», «племенистами» и «формалистами» и обвиняет их в осуждённой на том же соборе ереси филетизма, который по смыслу, вытекающему из соборного постановления, заключался в том, что, сделавшись христианами и будучи членами единой Христовой церкви, люди желают, основываясь лишь на племенных различиях, составлять свои особые народные церкви. Впервые об этом учении заявил патриарх в окружном послании от 27 апреля 1872 года.

### Болгарский экзархат при экзархе Анфиме
Экзарх Анфим I обратился с посланием к предстоятелям автокефальных православных Церквей, в котором не признавал законным и справедливым наложение схизмы. В 1873 году среди паствы Скопской и Охридской епархий были проведены плебисциты, по результатам которых обе епархии вопреки воле Фанара были присоединены к Болгарскому Экзархату.
После разгрома Апрельского восстания 1876 года экзарх Анфим пытался добиться от турецкого правительства смягчения репрессий в отношении болгар; в то же время он обратился к главам европейских держав, к митрополиту Санкт-Петербургскому Исидору (Никольскому) с просьбой ходатайствовать перед императором Александром II об освобождении болгар.
12 апреля 1877 года под давлением османского правительства экзарх Анфим был смещён. Позднее он был взят под стражу в Анкаре.

### Болгарский экзархат при экзархе Иосифе

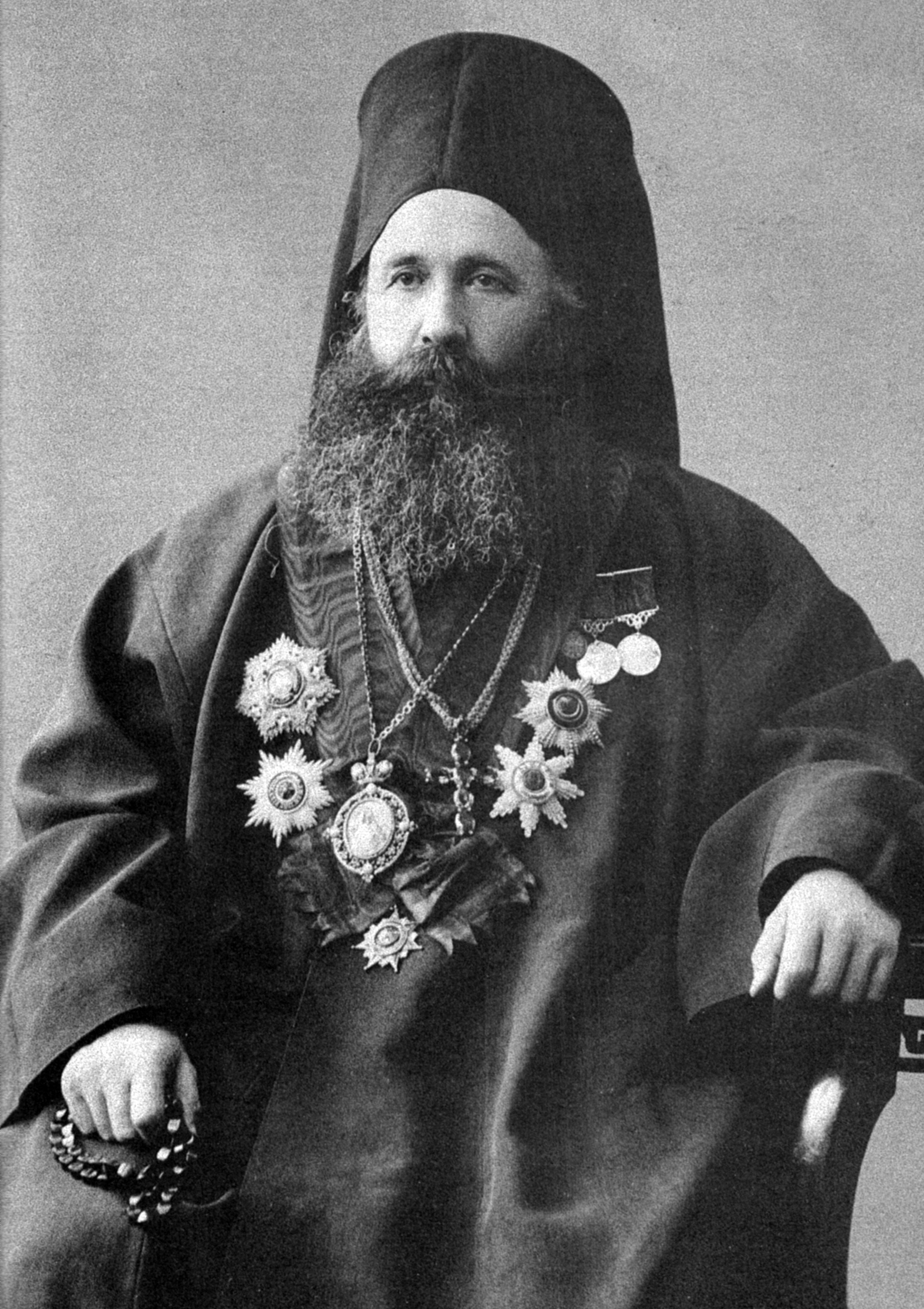
Экзарх Иосиф (Йовчев)

24 апреля 1877 года состоялось избрание Экзархом митрополита Ловчанского Иосифа (Йовчева).
По окончании последней войны, когда Берлинским трактатом Болгария разъединена была на три части, экзарх в видах охранения церковного единства болгар решил основать свою резиденцию не в Софии, а в Константинополе, хотя он и понимал, что это противно канонам, раздражает Патриарха и отдаляет возможность примирения. Но большую часть 1879 года экзарх провел в Филиппополе и в Болгарии, стараясь привести в порядок церковные дела в княжестве и в Восточной Румелии. Особенные заботы вызывало жалкое положение сельского духовенства в Восточной Румелии.
Стараниями экзарха был выработан устав, который обеспечил материальный быт духовенства и улучшил самые отношения между священниками и их паствами. Все доходы священников разделены на случайные и постоянные. Первые состоят в получении платы за разные требы, за которые установлена определённая такса; к постоянным доходам относится и жалование священников: 4000 пиастров в год для городских и 3000 для сельских. Приход городского священника должен заключать в себе не более 400 и не менее 200 домов, приход же сельского — от 150 до 260. Постоянные доходы духовенства покрываются поголовным налогом с каждого православного жителя области. Налог этот собирается гражданскими властями и отдаётся местному архиерею, который и выдает жалованье подведомственным ему священникам. Не так благоприятно было положение церкви в княжестве.
В целом после освобождения Болгарии в 1878 году влияние и значение Православной Церкви в новом болгарском государстве постепенно снижались. В политической сфере она оттеснялась на задний план, в сфере культуры и просвещения главную роль стали играть светские государственные институты. Болгарское духовенство, большей частью малограмотное, с трудом могло адаптироваться к новым условиям. Хотя в 1883 году и был издан «Екзархийский устав, приспособен в княжеството», обеспечивающий материальный быт духовенства на началах, принятых в Восточной Румелии, но смутное состояние княжества с самого начала мешало правильному его применению (устав определяет постоянное жалованье городского священника в 1200 фр. в год, а сельского — в 850). Перемена правительства в княжестве ещё более осложнила положение церкви. Наконец, в 1890 году выработаны были начала для урегулирования отношений церкви к нынешнему правительству (см. «Церковный вестник», 1890, № 47).
Чрезвычайно тяжелую эпоху переживает Болгарский экзархат и в Македонии. В Македонии греки заселяли лишь узкую береговую полосу, а вся остальная страна сплошь заселена болгарами. По вычислению Атанаса Офейкова, в Македонии из 3289 населённых мест на долю чисто болгарских приходится 1986. Но, утратив после минувшей войны Болгарию и Восточную Румелию, греки со всей энергией погибающего ухватились за Македонию и устремили все старания, чтобы хоть эту страну припасти для будущей Византийской империи. Благодаря им смешанная комиссия, составленная по образовании экзархата для разграничения епархий, присоединила к экзархату только три епархии в Македонии: Скопийскую, Велешскую и Охридскую. Сюда и были назначены болгарские епископы: в Охриде был будущий Софийский митрополит Кирилл (Стоичков), в Скопье — митрополит Феодосий (Гологанов). Оба они, спасаясь от фанатизма турок, во время последней войны бежали за границу, а со времени заключения мира тщетно добивались разрешения от Порты вновь возвратиться в свои епархии. Не допускала Порта в эти епархии и других епископов. В декабре 1884 году она обещала было выдать бераты болгарским епископам в Македонии, но на самом деле выдала их только в июле 1890 года. Скопийским митрополитом состоял преосвященный Феодосий (Гологанов), Велешским — преосвященный Синесий (Димитров), а охридским был назначен архимандрит Косьма Пречистанский.
В остальных епархиях Македонии положение болгар чрезвычайно тяжело. Македонские болгары лишены заступничества епископов, являющихся в турецких провинциях единственными законными представителями и защитниками местных христиан. В македонских управительных советах, состоящих при турецких властях, заседают греческие архиереи, которые преследуют идею эллинизации болгар. Болгарам приходится вести неравную борьбу, которая по временам принимает чрезвычайно острый характер. Так, в 1891 году население Дебрской епархии с Пречистенским монастырём во главе отказалось принять греческого митрополита и заявило турецким властям, что оно давно уже признает экзарха.
В борьбе за главенство в Македонии выступил на сцену новый — национально-политический фактор. Притязания на Македонию заявляют и сербы, некогда также политически господствовавшие в Македонии (напр., в конце XIII и в XIV вв.) и других соседних частях Турецкой империи, епархии которых в церковном отношении входили в состав Печского патриархата.
В 1891 году под влиянием сербского правительства Константинопольский Патриарх согласился поставить в некоторых епархиях (Призренская, Скоплянская, Солунская и Охридская) епископов из природных сербов.

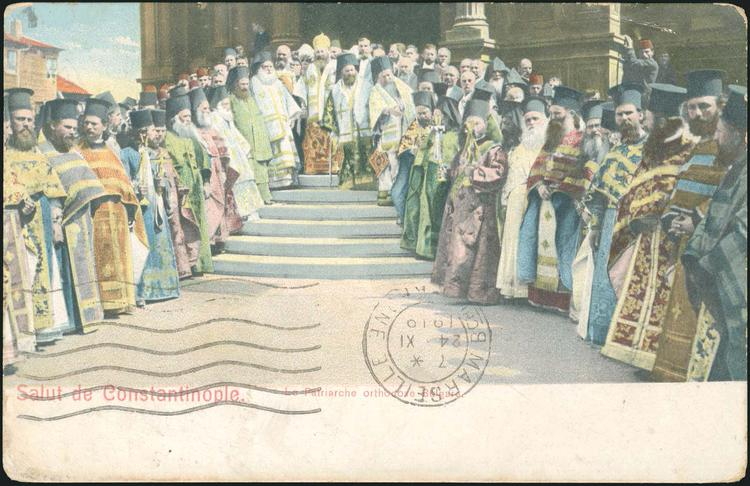
Болгарские епископы на освящении церкви Святого Стефана в Константинополе, 1897 год

Преодолевая множество трудностей, экзарху Иосифу удалось вытребовать бераты для болгарских епископов в Скопье и Охриде (1890), в Неврокопе и Велесе (1894), в Битоле, Струмице и Дебре (1897). Так медленно и мучительно семь епархий получили митрополитов. Кроме них в Болгарском экзархате были устроены ещё восемь епархий в Македонии и одна в Адрианопольском крае. В подчинении Экзарха Иосифа к началу XX века находились более 1300 храмов, почти 300 часовен и 73 монастыря, в которых служили 1354 священника.
Экзарх Иосиф І работал и над развитием учебного дела на неосвобождённых болгарских землях. Он открыл болгарскую духовную семинарию в Константинополе, заботился о строительстве храмов, обучении священников, открытии школ, приобретении учебных пособий, подготовке учителей, направлении одарённых молодых людей на учёбу за границу. Благодаря ему до 1912 года были открыты почти 1400 болгарских школ. Так экзархат объединил болгарские земли в этнографическое единство и приблизительно наметил границы, признанные Сан-Стефанским мирным договором от 3 марта 1878 года.
Две войны — Балканская и Межсоюзническая, привели Болгарию к национальному краху. После заключения Бухарестского мирного договора в августе 1913 года, болгарский экзархат был лишён диоцеза в вилайетах, закреплённых за Сербией и Грецией, кроме небольшой части Адрианопольского края. Иосиф І больше не мог оставаться в Константинополе в качестве экзарха. 27 ноября 1913 года экзарх Иосиф І вместе со всеми изгнанными болгарскими иерархами из Македонии и Адрианопольского края был вынужден покинуть Константинополь и возвратился в Софию, сокрушённый душевно и физически. Он скончался 20 июня 1915 года.

### После 1915 года
По смерти Экзарха Иосифа (июнь 1915) новый экзарх в силу различных причин не был избран, Болгарский экзархат управлялся Священным Синодом, под председательством наместника-председателя, которым мог быть избран каждый из митрополитов на четырёхлетний срок. Пост «наместника-председателя» в этот период занимали последовательно 6 митрополитов: Парфений (Иванов) (1915—1918), Василий (Михайлов) (1918—1921), Максим (Пелов) (1921—1928), Климент (Шивачев) (1928—1930), Неофит (Караабов) (1930—1944), Стефан (Шоков) (1944—1945). Главной причиной неизбрания нового экзарха была неустойчивость правительственного национально-политического курса. Вместе с тем существовали различные мнения о порядке замещения кафедр Экзархата и Софийской митрополии: должно ли их занимать одно лицо или их следует разделить.
В 1921—1922 годы был созван Второй церковно-народный собор, на котором были представители всего православного болгарского народа. Собор упорядочил положение духовенства и решил различные вопросы, касающиеся внутреннего устройства Церкви, в частности выработал Устав из 568 статей. Новое Положение должно было получить утверждение Национального Собрания. Однако в связи с приходом в 1923 году новых властей. Главным основанием для затяжки выдвигалось то, что Положение было слишком большим и что на содержание предусмотренных им органов церковного управления потребуется много средств. В 1932 году учреждённая Священным Синодом Комиссия сократила текст Положения до 290 статей, но только в 1937 году после дальнейших сокращений и изменений Положение Болгарской Православной Церкви было признано в качестве государственного закона..
В начале 1920-х годов в Болгарию прибыли русские эмигранты, что позволило открыть Богословский факультет Софийского университета и повысить богословский и богослужебный уровень болгарского духовенства, который был довольно невысоким (так, даже достаточно либеральный протопресвитер Георгий Шавельский, прибыв в Болгарию в 1920 году, был неприятно удивлён местным богослужебным укладом). В Болгарии не всегда и не везде совершалось всенощное бдение накануне воскресных дней, в Великий Четверг и в Великую Субботу не было принято причащаться, в службах не было той проникновенности и стройности, которые свойственны русскому богослужению. Редко кто из священников и даже архиереев мог безукоризненно читать по-церковнославянски. Неприятно удивляло русских эмигрантов отсутствие обязательной исповеди перед причастием.
21 января 1945 года в кафедральной церкви Святой Софии Народно-церковный собор избрал митрополит Софийского Стефана (Шокова) Экзархом.
В апреле 1945 года Константинопольский патриарх Вениамин извещал Московского Патриарха Алексия I о том, что 21 января 1945 года новоизбранный болгарский Экзарх митрополит Софийский Стефан (Шоков) «просил снять с Болгарского клира и народа объявленное церковное отлучение и восстановить мир и единение в теле Святой нашей Православной Церкви». Просьба митрополита Стефана была удовлетворена 22 февраля того же года Синодом Константинопольского Патриархата; 25 февраля в храме святого Георгия в Фанаре Синодом Патриархата и присланными епископами экзархата была совместно совершена литургия. 13 марта того же года в Патриархии был торжественно подписан томос об автокефалии Болгарской Церкви.
6 сентября 1948 года Экхзарх Стефан под нажимом властей подал в отставку. Болгарскую церковь вновь возглавил Священный Синод во главе с наместником-председателем. С 1948 года по 1953 этот пост занимали: Михаил (Чавдаров) (1948—1949), Паисий (Анков) (1949—1951), Кирилл (Марков) (1951—1953).
10 мая 1953 года на Церковном Соборе было провозглашено восстановление Болгарской Патриархии. Первым Патриархом Болгарским новейшего периода был избран наместник-председатель Священного Синода митрополит Кирилл (Марков).

### Предстоятели Болгарского экзархата
Экзархи:
1. Иларион (Иванов) (12 — 16 февраля 1872)
2. Анфим (Чалыков) (16 февраля 1872 — 17 июня 1877)
3. Иосиф (Йовчев) (24 апреля 1877 — 20 июня 1915)

Наместники-Председатели Священного Синода
- митрополит Софийский Парфений (Иванов) (1915 — 20 июня 1918)
- митрополит Доростоло-Червенский Василий (Михайлов) (июнь 1918 — октябрь 1921)
- митрополит Пловдивский Максим (Пелов) (22 октября 1921 — 28 марта 1928)
- митрополит Врачанский Климент (Шивачев) (28 март 1928 — 3 май 1930)
- митрополит Видинский Неофит (Караабов) (4 мая 1930 — 15 октября 1944)
- митрополит Софийский Стефан (Шоков) (16 октября 1944 — 22 февраля 1945)[12]

Экзарх
1. Стефан (Шоков) (22 февраля 1945 — 6 сентября 1948)

Наместники-Председатели Священного Синода
- митрополит Доростольский и Червенский Михаил (Чавдаров) (8 ноября 1948 — 4 января 1949)
- митрополит Врачанский Паисий (Анков) (4 января 1949 — 3 января 1951)
- митрополит Пловдивский Кирилл (Марков) (3 января 1951 — 10 мая 1953)